# Hoploscopa mallyi
Hoploscopa mallyi is een vlinder uit de familie van de grasmotten (Crambidae), uit de onderfamilie van de Hoploscopinae. De wetenschappelijke naam van deze soort is voor het eerst gepubliceerd in 2020 door Théo Léger en Matthias Nuss.
De voorvleugellengte van het mannetje varieert van 10 tot 12 millimeter en van het vrouwtje 11 tot 12 millimeter.
De soort is ontdekt op de hellingen van Gunung Kinabalu op het eiland Borneo (Sabah, Maleisië) tussen 1600 en 2000 meter boven zeeniveau.